# Atsugi
Atsugi (厚木市?) è una città giapponese della prefettura di Kanagawa.